# Прилепско езеро
Прилепското езеро или Пещерица (на македонска литературна норма: Прилепско Езеро, Пештерица) е язовир, разположен недалеч от град Прилеп. Намира в местността Гладно поле. Благоприятното му географско разположение е подходящо за развитие на туризъм. Язовирът е с големина 0,54 km². Дълъг е 1,4 km и широк между 400 и 600 m. Най-голямата му дълбочина е 28 m.
Язовирът е изграден в 1967 година. Под язовира е потопено село Пещерица.